# Cycling '74
Cycling '74 (även känt som C74) är ett amerikanskt mjukvaruutvecklingsföretag som grundades 1997 av David Zicarelli, med huvudkontor i San Francisco, Kalifornien och ägs av Ableton. Företaget utvecklar programvaran Max.

## Max for Live
Max finns integrerat i Ableton Live och gör det möjligt för användare att skapa unika syntar och effekter, samt algoritmiska kompositionsverktyg. Till skillnad från Pluggo kan enheten som skapats med Max for Live redigeras direkt i Live.